# Semana Roja
Semana Roja, die sogenannte Rote Woche vom 18. Juli bis zum 25. Juli 1936, ist bekannt als die Zeitspanne auf der Insel La Palma (Kanarische Inseln) zwischen dem militärischen Aufstand, der den Spanischen Bürgerkrieg auslösen würde, und der Ankunft des Kanonenboots „Canalejas“ im Hafen von Santa Cruz de La Palma. Während dieser Zeit gelang es noch, die Republik mit ihren Gesetzen in La Palma aufrechtzuerhalten.

## Ablauf der Semana Roja
Bereits vor dem 18. Juli 1936 erteilte der damalige Generalkommandant der Kanaren, General Francisco Franco, den Garnisonen auf den Inseln den Befehl, den Putsch gegen die Regierung der Zweiten Republik vorzubereiten.
Kommandant Baltasar Gómez Navarro war angewiesen, nun auf La Palma den militärischen Aufstand zu beginnen, hatte aber nur 25 Soldaten. Die Republikaner mobilisierten sofort den Widerstand. Zu dieser Zeit war Tomás Yanes Rodríguez von der Republikanischen Linken der verantwortliche Delegierte der Regierung.
Als die Nachricht vom Putsch eintraf, rief die Volksfront den Generalstreik aus und es wurden Volksmilizen gebildet. Allerdings erlaubte die zuständige Regierungsdelegation dieser nicht die Nutzung der Militärkaserne, um zu verhindern, dass die extrem linken Arbeiterorganisationen zu viel Macht bekommen.
Der Kommunist José Miguel Pérez, Gründer der KP Kubas, arbeitete mit großem Einfluss in der Gemeinde Tazacorte – eine kleine Stadt, deren 3000 Einwohner 1936 zu 72 % den Linken Block Frente Popular wählten und deren 4500 Einwohner auch nach der Franco-Diktatur in freien Wahlen mehrheitlich mit über 60 % kommunistisch wählten. So war im Spanischen Bürgerkrieg der Widerstand gegen die Union der Derechas hier und in der Inselhauptstadt Santa Cruz besonders ausgeprägt.
Nach der Ankunft des Kanonenboots Canalejas der Falangisten und Beschuss der Insel beschloss die Regierungsdelegation, keinen bewaffneten Widerstand zu leisten. Sie setzte die Demobilisierung der Volksmilizen im Vertrauen darauf durch, dass die Zentralregierung Verstärkung senden würde, um den Coup scheitern zu lassen.

### Folgen
Francos Interventionstruppen besetzten Santa Cruz und begannen die Jagd auf alle oppositionellen Politiker, die wie der sozialistische Bürgermeister von Los Llanos, Francisco Rodriguez Betancort, direkt erschossen oder später verschleppt wurden. Etwa 400 wurden Opfer der Putschisten. Einige wurden in entfernte Konzentrationslager verbracht – z. B. nach Teneriffa oder sogar nach Mauthausen. Der dreijährige blutige Bürgerkrieg hatte begonnen.

### Nach Rückkehr zur Demokratie
Im Jahr 2011 wurden die wenigen Überreste der im Jahr 1937 Hingerichteten „13 von Fuencaliente“ (einem Ort im Süden La Palmas, heute Los Canarios) auf dem Friedhof dort beigesetzt und eine Gedenktafel in Los Llanos wurde mit Blumen in den Republikfarben geschmückt. 2017 verfasste der kanarische Autor Alexis Ravelo einen Kriminalroman, Los milagros prohibidos, über die Ereignisse.